# إي غاي
إي غاي (ولد في 1417 ومات في 1456) كان مسؤولاً وعالماً في بداية عهد سلالة جوسون وأحد الوزراء الستة الشهداء الذين حاولوا إعادة الملك دانجونغ إلى الحكم بعد عزله على يد عمه الملك سيجو.

## حياته
ولد إي غاي لعائلة نبيلة من اليانغبان من عشيرة هانسان إي وهو ابن حفيد إي سايك أحد مفكري سلالة غوريو. اجتاز إي اختبار غواغو في سنة 1436 وعينه الملك سيجونغ في قاعة المستحقين في سنة 1441. بعد تولي الملك منجونغ العرش عينه مسؤولاً على ولي العهد دانجونغ ليعلمه الكلاسيكيات والذي أصبح لاحقاً ملكاً في سنة 1452.
في 1455 عُزل الملك دانجونغ عن العرش على يد الملك سيجو. شارك إي في مخطط مع غيره من المسؤولين لإبعاد الملك سيجو وإعادة دانجونغ إلى العرش لكن مخططهم كُشف بعد خيانه كم جل لهم. بعد اعتقاله رفض الاعتراف بالملك سيجو تحت التعذيب وأعدم.

## قصيدة الموت
كتب إي قصيدة موته وهو في السجن قبل إعدامه وهي:
- 방안에 혔는 촛불 눌과 이별하엿관대
- 겉으로 눈물지고 속타는 줄 모르는다.
- 우리도 천리에 임 이별하고 속타는 듯하여라.

وتترجم:
- آه يا ضوء الشموع المشع في الغرفة، مع من افترقت؟
- تذرف دموعك من الخارج وتحترق من الداخل ولكن لا أحد يشعر بذلك.
- سنفترق مع الرب ونبتعد آلاف الأميال ونحترق مثلك.

## التصوير الحديث
- مسلسل هان ميونغ هوي من قناة KBS2 وعرض في سنة 1994 وقام بدوره كم غيونغ ها.
- مسلسل الملك والملكة من قناة KBS1 وعرض بين سنة 1998 وسنة 2000 وقام بدوره إي دونغ شن.
- مسلسل رجل الأميرة من قناة KBS وعرض في سنة 2011 وقام بدوره أوم هيو سوب.
- مسلسل الملكة إنسو من قناة JTBC وعرض بين سنة 2011 وسنة 2012 وقام بدوره تشو وو.